# 695
695 је била проста година.

## Догађаји
- Становништво Византије устаје под вођством Леонтија, стратега (војног намесника) теме Анадолија , и проглашава га за цара. Јустинијан II Ринотмет је свргнут, а нос му је одсечен (што је довело до његовог накнадног надимка „Одрезани нос“). Протеран је у Херсон (Крим), и почиње да планира покушај да поново преузме престо.
- 6. септембар – Краљ Вихтред од Кента, који одржава независност Кента против растуће експанзије Мерсије, издаје један од најранијих познатих закона Британије.
- Краљ Алдфрит од Нортумбрије жени се принцезом Катбурх, сестром краља Ине од Весекса.
- 15. јун – Уакацлајуун Уб'аах К'авиил („Осамнаест зеца“) постаје нови владар мајанске градске државе Копан у Хондурасу након смрти Цхан Имик К'авиила, и влада до његове смрти 736. године.
- Градска држава Маја Тикал побеђује Калакмул у садашњој Гватемали, окончавајући вишевековно ривалство, али уводећи још један век ратовања који на крају доводи до напуштања оба града у 9. веку.
- Чајлдеберт III је наследио Хлодвија IV као једини краљ Франака. Он је син Теудерика III и постаје марионета — рои фаинеант — Пепина од Херстала, градоначелника палате Аустразије.
- Пепин поставља свог сина Дрога за градоначелника бургундске палате. Његов млађи син Гримоалд II постаје градоначелник палате Неустрије.
- Саксонци побеђују Бруктери између Липа и Рура и заузимају Вестфалију у Немачкој.
- 21. новембар – Вилиброрд, мисионар из Нортамбрија, постаје први епископ Утрехта (Холандија). Враћа се у Фризију да проповеда, и гради бројне цркве.
- Виллиброрд оснива бенедиктински центар за обуку свештеника и младих племића. Ова богословија касније постаје Универзитет у Утрехту.
- Суитберт, англосаксонски мисионар, оснива манастир у Кајзерсверту (близу Диселдорфа) у Немачкој.